# SES (公司)
SES公司 (SES S.A.)，總部設於盧森堡的通訊衛星公司，於1985年成立，原本名稱為Société Européenne des Satellites，2001年改為SES Global，2006年再度簡化為SES。它是世界上最大的衛星公司之一，擁有及營運著超過70顆於地球靜止軌道及中軌道上飛行的人造衛星。

## 外部連結
- 官方网站
- SES fleet information and map （页面存档备份，存于）
- SpaceX Falcon 9 SES-9 Mission Briefing （页面存档备份，存于）, Martin Halliwell, chief technology officer, 23 February 2016. Includes strategic and technical outlook.

49°41′39″N 06°19′49″E / 49.69417°N 6.33028°E